# Putin. Corrupción

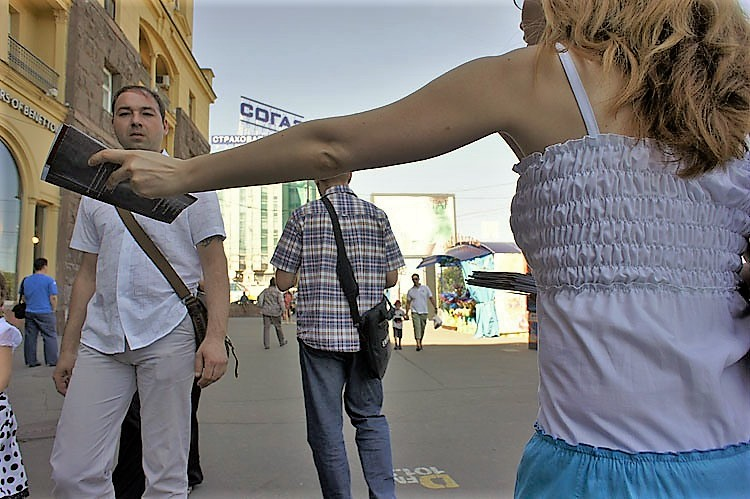
Distribución del informe Putin. Corrupción

Putin. Corrupción (en ruso: Путин Коррупция.) es un informe independiente sobre la corrupción en el círculo íntimo de Vladímir Putin, publicado por los líderes del Partido de la Libertad Popular (PARNÁS) en Rusia. El informe fue presentado por ellos en la conferencia de prensa el 28 de marzo de 2011. 
El informe ha sido compilado por los copresidentes del partido Vladímir Milov, Borís Nemtsov y Vladímir Ryzhkov, así como la secretaria de prensa del movimiento Solidaridad Olga Shórina.

## Contenido del informe
El informe describe el enriquecimiento de Vladímir Putin y sus amigos, por ejemplo, los 26 palacios y cinco yates utilizado por Putin y Medvédev.
- Introducción
- El enriquecimiento de los miembros de la cooperativa Ózero
- Putin y sus amigos multimillonarios
- Dos esclavos en una galera dorada
  - Yates
  - Villas y palacios
  - Relojes
  - Casas y autos
- Conclusión[1]

## Publicación
La publicación del informe se hace gracias a las donaciones del público. Para este propósito, una cuenta ha sido abierta en el sistema de transferencia de dinero gestionado por Yándex. La recaudación de fondos es supervisada por un consejo de vigilancia, que incluye el redactor jefe de Nóvaya Gazeta Dmitri Murátov, el periodista Oleg Kashin, economista Irina Yáshina, y el escritor y bloguero Oleg Kózyrev. Durante el primer mes 1.838.209 rublos fueron recogidos.
El 13 de abril, ha tenido lugar un concurso para elegir la imprenta. La oferta ganadora fue de la imprenta, que ofreció el precio más bajo para la impresión de una copia, 4,05 rublos. Teniendo en cuenta el 3% de comisión de Yándex, será posible la impresión de 440.000 ejemplares.
La cuenta sigue abierta y la recaudación de fondos continúa. El número de cuenta mencionada en las tapas de los folletos.
El informe también está disponible en la página web de Putin. Resultados. Allí se puede encontrar información sobre la recaudación de fondos, noticias y videos. En el mismo sitio también hay otros informes sobre Vladímir Putin.
Un color gris-marrón fue elegido para la tapa. De acuerdo con Vladímir Ryzhkov, el "simboliza la sustancia, que inunda nuestro país y la herrumbre, que ha recorrido nuestro estado".

## Distribución
Al principio, una impresión limitada de 11.000 ejemplares se publicó con los fondos de los copresidentes. Su distribución se inició después de la presentación de 28 de marzo de 2011 y rápidamente se agotó.
En junio, el primer lote de la tirada imprimada con las donaciones del público estaba listo. La distribución se inició el 11 de junio en Vladímir y al día siguiente en Moscú. Borís Nemtsov participó en ambos eventos.
El 16 y 17 de junio, la policía detuvo a activistas de la oposición, que tenían la intención de dar el informe a los participantes del Foro Económico Internacional de San Petersburgo. La policía afirmó que los activistas realizaron una manifestación no autorizada. Otro activista fue detenido el 23 de junio en Moscú.

## Informes anteriores
Anteriormente, Borís Nemtsov y Vladímir Milov publicaron los siguientes informes:
- Putin. Resultados. 10 años - junio de 2010. Esta es una edición revisada del informe de Putin. Resultados, que salió en 2008.
- Luzhkov. Resultados - septiembre de 2009 (primera edición)
- Sochi y los Juegos Olímpicos - abril de 2009
- Putin y la crisis - febrero de 2009
- Putin y Gazprom - septiembre de 2008
- Putin. Resultados - febrero de 2008

## Enlaces
- El informe Putin. Corrupción en la página web putin-itogi.ru (en ruso)
- Putin. Corruption. An Independent White Paper. Translated from the Russian by Dave Essel (en inglés)
- El informe Putin. Resultados. 10 años en la página web putin-itogi.ru (en ruso)
- Putin: What 10 Years of Putin Have Brought. Translated by Dave Essel (en inglés)

- Datos: Q2596935